# 237
سنة 237 م (بالأرقام الرومانية: CCXXXVII) كانت سنة بسيطة تبدأ يوم الأحد (الرابط يظهر نموذج الجدول الزمني الكامل للسنة) من التقويم اليولياني. بدأت تسمية السنة ب237 منذ العصور الوسطى المبكرة، عندما أصبح تقويم أنو دوميني هو الأسلوب السائد في أوروبا لتسمية السنوات.

## وفيات
- لينغ تونغ